# Paranoja indukowana
Paranoja indukowana (paranoja udzielona, obłęd udzielony; fr. folie à deux) – stan, w którym osoba blisko związana z chorym zaczyna traktować bezkrytycznie paranoiczne myśli chorego. Objawy mają tendencję do ustępowania po oddzieleniu od osób dotkniętych paranoją.

## Kryteria diagnostyczne
- Dwie lub większa liczba osób podziela to samo urojenie lub system urojeniowy i wspierają się wzajemnie w tym przekonaniu.
- Osoby te pozostają w niezwykle bliskim związku.
- Są dowody wynikające z powiązań czasowych lub kontekstu wydarzeń, że urojenie zostało indukowane u biernego członka (członków) lub grupy w wyniku kontaktu z członkiem aktywnym.